# 植村花菜の「あなたの夢を花菜えまShow」
「植村花菜の「あなたの夢を花菜えまShow」」（うえむらかなのあなたのゆめをかなえましょう）は、東海ラジオ・ニッポン放送・ラジオ大阪・RNCラジオの4局で放送されていたラジオ番組。東海ラジオ制作。パーソナリティは植村花菜。

## ネット局と放送時間
- 東海ラジオ：月曜 20:30 - 21:00（2013年1月5日から放送開始、6月24日放送終了）
  - 当日に『東海ラジオ ドラゴンズスペシャル』として中日戦のナイター中継を行う場合は、翌週日曜 23:00 - 23:00に移動（この場合でも時間移動対象日の野球中継延長に伴う更なる時間変更の場合あり）。
- ニッポン放送：月曜 20:00 - 20:30（2013年1月7日から放送開始、9月23日放送終了）
- ラジオ大阪：火曜 20:30 - 21:00（2013年1月8日から放送開始、6月25日放送終了）
- RNCラジオ（西日本放送）：月曜 20:00 - 20:30（2013年1月7日から放送開始、3月25日放送終了）

いずれの局も『artisan japonais』の後枠として開始。西日本放送は2013年3月、東海ラジオ、ラジオ大阪は同年6月で放送終了。同年7月以降はニッポン放送がキー局となった。